# Янкович, Маша
Маша Янкович (серб. Маша Јанковић; род. 1 февраля 2000, Врбас, Воеводина) — сербская профессиональная баскетболистка, играет на позиции лёгкого форварда за баскетбольный клуб «Перфумериас Авенида» (с 2024 года). Чемпионка Европы 2021 года, участница летних Олимпийских игр 2024 года, двукратная чемпионка Сербии (2021 и 2022 гг.), обладательница Кубка Сербии (2022).

## Карьера

### Клубная
Родилась 1 февраля 2000 года в Врбасе, где и начала заниматься баскетболом.
В июне 2019 года Маша подписала трёхлетний контракт с «Црвеной звездой». С этим клубом она дважды стала чемпионкой Сербии в 2021 и 2022 годах, а также в 2022 году выиграла Кубок Сербии.
В 2022 году вернулась в свой родной клуб ЖБК «Врбас», где продолжила свою карьеру.

### Сборная
В июне 2021 года Маша Янкович была членом национальной сборной Сербии, которая завоевала золотые медали на Евробаскете-2021 в Валенсии.
В 2024 году была приглашена в сборную для участия в летних олимпийских играх в Париже. Сербки уступили в четвертьфинале сборной Австралии.

## Достижения
Клубы и Сборная
- Чемпионат Сербии 2020/2021 годов ;
- Чемпионат Сербии 2021/2022 годов ;
- Кубок Сербии 2021/2022 годов ;
- Чемпионат Европы 2021 года .